# Hudournik
Hudoúrnik (izpeljano iz starinskega izraza za nevihto, huda ura) je potok s strmim padcem in spremenljivo strugo v hribovitem in gorskem svetu, ki se pojavi ali močno okrepi ob močnih padavinah. Za sabo lahko pušča hudourniške struge in naplavine.
Po podatkih Podjetja za urejanje hudournikov (PUH) zavzemajo hudourniška območja 24 % (celotna erozijsko ogrožena območja 44 %) površine Slovenije. Organizirano urejanje hudournikov na Slovenskem se je začelo s cesarsko Postavo glede naredeb v neškodljivo odvajanje gorskih voda iz leta 1884, ki so ji sledili številni nadaljnji pravni akti. V današnji zakonodaji je ravnanje s hudourniki urejeno z Zakonom o vodah iz leta 2002.